# Entier profini
En mathématiques, un entier profini  est un  élément de l'anneau {\displaystyle {\widehat {\mathbb {Z} }}=\varprojlim \mathbb {Z} /n\mathbb {Z} } (parfois prononcé Z chapeau), limite projective des anneaux quotient {\displaystyle \mathbb {Z} /n\mathbb {Z} }, où les entiers {\displaystyle n} sont partiellement ordonnés par la relation de divisibilité. Cet anneau est donc, par définition, la complétion profinie de l'anneau {\displaystyle \mathbb {Z} } des entiers relatifs. D'après le théorème des restes chinois, {\displaystyle {\widehat {\mathbb {Z} }}} peut aussi être vu comme un produit d'anneaux : {\displaystyle {\widehat {\mathbb {Z} }}=\prod _{p}\mathbb {Z} _{p},} où l'indice {\displaystyle p} parcourt les nombres premiers, et où {\displaystyle \mathbb {Z} _{p}} est l'anneau des entiers {\displaystyle p}-adiques. Cet anneau a d'importantes relations avec la théorie de Galois et l'anneau des adèles. C'est aussi un exemple caractéristique de groupe profini. 

## Construction
{\displaystyle {\widehat {\mathbb {Z} }}}, l'ensemble des entiers profinis, peut être construit comme l'ensemble des suites de restes de la forme {\displaystyle \upsilon =(\upsilon _{1}{\bmod {1}},~\upsilon _{2}{\bmod {2}},~\upsilon _{3}{\bmod {3}},~\ldots )} tels que {\displaystyle m\ |\ n\implies \upsilon _{m}\equiv \upsilon _{n}{\bmod {m}}}.
L'addition et la multiplication terme à terme de ces suites font de {\displaystyle {\widehat {\mathbb {Z} }}} un anneau commutatif, dans lequel l'anneau des entiers {\displaystyle {\mathbb {Z} }} est plongé par l'injection canonique {\displaystyle i:} {\displaystyle m\mapsto (m{\bmod {1}},~m{\bmod {2}},~m{\bmod {3}},~\ldots )}.  {\displaystyle i} est canonique car elle satisfait une propriété universelle pour les groupes profinis :  pour tout groupe profini {\displaystyle H} et tout morphisme de groupes {\displaystyle f:\mathbb {Z} \rightarrow H}, il existe un unique morphisme de groupe continu {\displaystyle g:{\widehat {\mathbb {Z} }}\rightarrow H} tel que {\displaystyle f=g\circ i}.

### Avec la représentation factorielle des entiers
Tout entier {\displaystyle n\geq 0} a une représentation unique en numération factorielle (en) de la forme {\displaystyle n=\sum _{i=1}^{\infty }c_{i}i!\qquad {\text{avec }}c_{i}\in \mathbb {Z} }
où {\displaystyle 0\leq c_{i}\leq i}  pour tout {\displaystyle i}, et où seuls un nombre fini des {\displaystyle c_{1},c_{2},c_{3},\ldots } sont non nuls ; cette représentation  s'écrit parfois  {\displaystyle n=(\cdots c_{3}c_{2}c_{1})_{!}}.
Les entiers profinis correspondent alors à des sommes formelles {\displaystyle n=\sum _{i=1}^{\infty }c_{i}i!=(\cdots c_{3}c_{2}c_{1})_{!}} sans aucune restriction sur les {\displaystyle c_{i}} autre que {\displaystyle 0\leq c_{i}\leq i}.
Les "chiffres" {\displaystyle c_{1},c_{2},c_{3},\ldots ,c_{k-1}} déterminent la valeur de l'entier profini mod {\displaystyle k!}. Plus précisément,  il y a un morphisme d'anneaux {\displaystyle {\widehat {\mathbb {Z} }}\to \mathbb {Z} /k!\,\mathbb {Z} } envoyant {\displaystyle (\cdots c_{3}c_{2}c_{1})_{!}\ {\text{ vers }}\ \sum _{i=1}^{k-1}c_{i}i!\mod k!} ; {\displaystyle {\widehat {\mathbb {Z} }}} est donc la limite projective du système des anneaux {\displaystyle {\widehat {\mathbb {Z} }}\to \mathbb {Z} /k!\,\mathbb {Z} }.

### Avec le théorème des restes chinois
Une autre façon de construire {\displaystyle {\widehat {\mathbb {Z} }}} est d'utiliser le  théorème des restes chinois. On sait que pour tout entier {\displaystyle n} dont la factorisation en nombres premiers est
{\displaystyle n=p_{1}^{a_{1}}\cdots p_{k}^{a_{k}}}, ce théorème permet de construire un isomorphisme d'anneaux {\displaystyle \mathbb {Z} /n\cong \mathbb {Z} /p_{1}^{a_{1}}\times \cdots \times \mathbb {Z} /p_{k}^{a_{k}}}. De plus, toute surjection
{\displaystyle \mathbb {Z} /n\to \mathbb {Z} /m} induit des surjections {\displaystyle \mathbb {Z} /p_{i}^{a_{i}}\to \mathbb {Z} /p_{i}^{b_{i}}} sur chacun des facteurs de {\displaystyle m} et {\displaystyle n}, puisqu'on doit avoir  {\displaystyle a_{i}\geq b_{i}}; on en déduit un isomorphisme de {\displaystyle {\widehat {\mathbb {Z} }}}  avec le produit direct des anneaux des entiers {\displaystyle p}-adiques
{\displaystyle \prod _{p}\mathbb {Z} _{p}} défini par  {\displaystyle \phi :\prod _{p}\mathbb {Z} _{p}\to {\widehat {\mathbb {Z} }}} tel que {\displaystyle \phi ((n_{2},n_{3},n_{5},\cdots ))(k)=\prod _{q}n_{q}\mod k}, où {\displaystyle q} parcourt les facteurs de {\displaystyle k} de la forme  {\displaystyle p_{i}^{d_{i}}}, autrement dit {\displaystyle k=\prod _{i=1}^{l}p_{i}^{d_{i}}} pour une suite de nombre premiers distincts  {\displaystyle p_{1},...,p_{l}}.

## Relations

### Propriétés topologiques
L'ensemble des entiers profinis peut être vu comme un sous-ensemble fermé du produit direct infini {\displaystyle \prod _{n=1}^{\infty }\mathbb {Z} /n\mathbb {Z} } muni de la topologie produit des topologies discrètes sur chacun des {\displaystyle \mathbb {Z} /n\mathbb {Z} }. Ce produit (et par conséquent {\displaystyle {\widehat {\mathbb {Z} }}} également) est un espace séparé compact d'après le théorème de Tychonov.
Cette topologie sur {\displaystyle {\widehat {\mathbb {Z} }}} peut être définie directement par la distance  {\displaystyle d(x,y)={\frac {1}{\min\{k\in \mathbb {Z} _{>0}:x\not \equiv y{\bmod {(k+1)!}}\}}}}
L'addition sur {\displaystyle {\widehat {\mathbb {Z} }}} étant continue,  {\displaystyle {\widehat {\mathbb {Z} }}} est un groupe abélien compact et donc son dual de Pontriaguine doit être un groupe abélien discret ;  effectivement ce dual est le groupe {\displaystyle \mathbb {Q} /\mathbb {Z} } muni de la topologie discrète. 
Il est explicitement construit par la fonction {\displaystyle \mathbb {Q} /\mathbb {Z} \times {\widehat {\mathbb {Z} }}\to U(1),\,(q,a)\mapsto \chi (qa)}, où {\displaystyle \chi } est le caractère de l'adèle {\displaystyle \mathbf {A} _{\mathbb {Q} ,f}} induit par {\displaystyle \mathbb {Q} /\mathbb {Z} \to U(1),\,\alpha \mapsto e^{2\pi i\alpha }}(voir ci-dessous).

### Relation aux adèles
Le produit tensoriel {\displaystyle {\widehat {\mathbb {Z} }}\otimes _{\mathbb {Z} }\mathbb {Q} } est l'anneau des adèles finies de {\displaystyle \mathbb {Q} }, {\displaystyle \mathbf {A} _{\mathbb {Q} ,f}={\prod _{p}}'\mathbb {Q} _{p}},
où le symbole {\displaystyle '} veut dire produit restreint, c'est-à-dire qu'on ne prend que les suites entières sauf en un nombre fini de places. Il y a un isomorphisme entre l'anneau des adèles et le produit de l'anneau des adèles finies par {\displaystyle \mathbb {R} } : {\displaystyle \mathbf {A} _{\mathbb {Q} }\cong \mathbb {R} \times ({\hat {\mathbb {Z} }}\otimes _{\mathbb {Z} }\mathbb {Q} )}.

## Applications

### Groupe de Galois absolu des corps finis
Le groupe de Galois de la clôture algébrique {\displaystyle {\overline {\mathbf {F} }}_{q}} du corps fini {\displaystyle \mathbf {F} _{q}} d'ordre q (puissance d'un nombre premier) peut être calculé explicitement : comme {\displaystyle {\text{Gal}}(\mathbf {F} _{q^{n}}/\mathbf {F} _{q})\cong \mathbb {Z} /n\mathbb {Z} } (les automorphismes étant les puissances de l'automorphisme de Frobenius), le groupe de Galois de la clôture algébrique de {\displaystyle \mathbf {F} _{q}} est la limite projective des {\displaystyle \mathbb {Z} /n\mathbb {Z} }, et donc isomorphe au groupe des entiers profinis : {\displaystyle \operatorname {Gal} ({\overline {\mathbf {F} }}_{q}/\mathbf {F} _{q})\cong {\widehat {\mathbb {Z} }}} ; ceci donne donc une détermination explicite du groupe de Galois absolu des corps finis.

### Relation au groupe fondamental étale destores algébriques
Une interprétation de ces constructions vient de la théorie de l'homotopie étale (en), qui définit le groupe fondamental étale (en) {\displaystyle \pi _{1}^{et}(X)} comme une complétion profinie d'automorphismes :{\displaystyle \pi _{1}^{et}(X)=\lim _{i\in I}{\text{Aut}}(X_{i}/X)}
où les {\displaystyle X_{i}\to X} forment un recouvrement étale (en).Le calcul précédent montre alors que les entiers profinis sont isomorphes au groupe {\displaystyle \pi _{1}^{et}({\text{Spec}}(\mathbf {F} _{q}))\cong {\hat {\mathbb {Z} }}}. De plus, il y a un plongement des entiers profinis dans le groupe fondamental étale du tore algébrique {\displaystyle {\hat {\mathbb {Z} }}\hookrightarrow \pi _{1}^{et}(\mathbb {G} _{m})}, puisque {\displaystyle \mathbb {G} _{m}={\text{Spec}}(\mathbb {Z} [x,x^{-1}])}. 

### Les entiers profinis et la théorie des corps de classes
La théorie des corps de classes est une branche de la théorie algébrique des nombres qui étudie les extensions abéliennes des corps. Partant du corps global {\displaystyle \mathbb {Q} }, l'abélianisé de son groupe de Galois absolu {\displaystyle {\text{Gal}}({\overline {\mathbb {Q} }}/\mathbb {Q} )^{ab}} est étroitement relié à l'anneau adélique associé {\displaystyle \mathbb {A} _{\mathbb {Q} }} et au groupe des entiers profinis. En particulier, il y a une application, due à Artin, {\displaystyle \Psi _{\mathbb {Q} }:\mathbb {A} _{\mathbb {Q} }^{\times }/\mathbb {Q} ^{\times }\to {\text{Gal}}({\overline {\mathbb {Q} }}/\mathbb {Q} )^{ab}}, qui est un isomorphisme. Ce quotient peut de plus être déterminé explicitement : {\displaystyle \mathbb {A} _{\mathbb {Q} }^{\times }/\mathbb {Q} ^{\times }\cong (\mathbb {R} \times {\hat {\mathbb {Z} }})/\mathbb {Z} ={\underset {\leftarrow }{\lim }}\mathbb {(} {\mathbb {R} }/m\mathbb {Z} )={\underset {x\mapsto x^{m}}{\lim }}S^{1}={\hat {\mathbb {Z} }}}, ce qui donne la relation annoncée. Un résultat analogue existe pour la théorie du corps de classes local, puisque chaque extension abélienne finie de  {\displaystyle K/\mathbb {Q} _{p}} est induite par une extension de corps {\displaystyle \mathbb {F} _{p^{n}}/\mathbb {F} _{p}}.